# 保科有里
保科 有里（ほしな ゆり、1961年〈昭和36年〉11月24日 - ）は、日本の歌手である。本名は嶋 一美（しま かずみ）、身長163cm。独身。

## 人物
石川県金沢市出身。生家はクリーニング店で、妹がいる。幼少期から踊り、琴、オルガン、ピアノを習い、民謡では民舞の名取も取得。（金沢大学附属小学校、金沢大学附属中学校出身）フジテレビのオーディション番組『君こそスターだ!』で合格したのを機に、高校2年生時から歌謡学校に通い、1982年6月6日、20才の時に『NHKのど自慢』（NHK総合・ラジオ第1）の金沢地区大会で『シルエット・ロマンス』を歌い、優勝。
高校卒業後、地元金沢の自動車ディーラーに就職。そこでのOL時代に、テレビ朝日系『全日本ノンプロ歌謡大賞』の本選に出場し、大手プロダクションにスカウトされたが、借金で生家を失ったこともあって「借金があるのでお給料が欲しい」と返事をしたところ、スカウト話は無くなってしまう。そこで歌を極めて自分の将来を切り開いていこうと決め、27才の時に上京。
上京後、作曲家の三木たかしに師事。1993年「神無月に抱かれて」で歌手デビュー。デビュー後1年して師匠の三木の元を離れて芸能事務所に所属。歌謡曲からジャズまで幅広く歌い、CM、テレビ、ラジオ、ホテルラウンジ、ライブ等で活動。なお、よく演歌歌手と紹介されることが有ったが、本人は演歌は歌っていないと話している。知り合いのディレクターから「夢グループ」社長の石田重廣を紹介されたのがきっかけで、2008年に夢グループへ移籍、「夢のスター歌謡祭」に出演し、全国各地を巡るようになる。
現在は所属する夢グループの通販CMで社長の石田と共演。やり取りや雰囲気から石田の愛人だと疑われているが、「石田社長は単なるビジネスパートナー」と明確に否定している。

## ディスコグラフィー

### シングル
| #                        | 発売日         | タイトル                | B面                                                   | 規格           | 規格品番     |
| Sony Records             | Sony Records   | Sony Records            | Sony Records                                          | Sony Records   | Sony Records |
| ------------------------ | -------------- | ----------------------- | ----------------------------------------------------- | -------------- | ------------ |
| 1st                      | 1993年2月21日  | 神無月に抱かれて        | さすらい譜                                            | 8cmCD          | SRDL-3609    |
| 1st                      | 1993年2月21日  | 神無月に抱かれて        | さすらい譜                                            | カセットテープ | SRSL-3381    |
| 2nd                      | 1995年10月21日 | NE-KO                   | 愁止符                                                | 8cmCD          | SRDL-4027    |
| 2nd                      | 1995年10月21日 | NE-KO                   | 愁止符                                                | カセットテープ | SRSL-3469    |
| 3rd                      | 1998年5月21日  | バス・ストップ2         | バス・ストップ                                        | 8cmCD          | SRDL-4525    |
| 3rd                      | 1998年5月21日  | バス・ストップ2         | バス・ストップ                                        | カセットテープ | SRSL-3549    |
| ガウスエンタテインメント |                |                         |                                                       |                |              |
| 4th                      | 2000年9月21日  | グッバイ・ソウル        | 想い出ワルツ                                          | 8cmCD          | GRDE-49      |
| 5th                      | 2002年10月23日 | ラブ・バラード          | 素直になれなくて                                      | 8cmCD          | GRDE-117     |
| 5th                      | 2004年12月22日 | ラブ・バラード          | グッバイ・ソウル                                      | マキシシングル | GRCA-46      |
| 6th                      | 2008年3月5日   | さくらの花よ 泣きなさい | さくらの花よ 泣きなさい (三木たかしバージョン) 愁止符 | マキシシングル | TKCA-90259   |
| 日本クラウン             |                |                         |                                                       |                |              |
| 7th                      | 2011年7月6日   | 赤い爪                  | 元気と勇気と微笑みと                                  | マキシシングル | CRCN-1548    |
| 夢レコード               |                |                         |                                                       |                |              |
| 8th                      | 2015年5月27日  | 5グラムの指輪           | 永遠に…                                               | マキシシングル | YZYM-15010   |
| 9th                      | 2016年11月2日  | 輝く時は‥‥一瞬          | ラブ・バラード 〜2016バージョン〜                     | マキシシングル | YZYM-15047   |

### アルバム

#### ベスト・アルバム
| #                        | 発売日                   | タイトル                  | 規格                     | 規格品番                 |
| ガウスエンタテインメント | ガウスエンタテインメント | ガウスエンタテインメント  | ガウスエンタテインメント | ガウスエンタテインメント |
| ------------------------ | ------------------------ | ------------------------- | ------------------------ | ------------------------ |
| 1st                      | 2002年1月23日            | Monologue                 | CD                       | GRCE-1020                |
| 夢レコード               |                          |                           |                          |                          |
| 2nd                      | 2017年6月28日            | Yuri Hoshina Best of Best | CD                       | YZYM-5001                |

#### カバー・アルバム
| #                        | 発売日                   | タイトル                               | 規格                     | 規格品番                 |
| ガウスエンタテインメント | ガウスエンタテインメント | ガウスエンタテインメント               | ガウスエンタテインメント | ガウスエンタテインメント |
| ------------------------ | ------------------------ | -------------------------------------- | ------------------------ | ------------------------ |
| 1st                      | 2005年12月7日            | ブルー・パシフィック                   | CD                       | TKCA-72952               |
| 2nd                      | 2009年10月7日            | 星になった名曲たち〜三木たかし作品集〜 | CD                       | TKCA-73466               |
| 夢レコード               |                          |                                        |                          |                          |
| 3rd                      | 2018年12月5日            | 保科有里 〜テレサ・テン特集〜          | CD                       | YZYM-5003                |
| 4th                      | 2020年6月25日            | 歌の宝石箱〜マイセレクションカバー8〜  | CD                       | YUME-0017                |

### 参加楽曲
| 発売日        | 商品名      | 歌                | 楽曲                         |
| ------------- | ----------- | ----------------- | ---------------------------- |
| 2022年7月6日  | 夢と…未来へ | 夢 石田社長と有里 | 「夢と…未来へ」              |
| 2022年7月6日  | 夢と…未来へ | 夢 石田社長と有里 | 「ごめんなさい、ありがとう」 |
| 2022年7月6日  | 夢と…未来へ | 保科有里          | 「花の香りに包まれて」       |
| 2023年8月30日 | やすくして♡ | 夢 石田社長と有里 | 「やすくして♡」              |
| 2023年8月30日 | やすくして♡ | 保科有里          | 「永遠に…」                  |

## 出演
テレビ
- 『石田社長の歌が大好き』（BSフジ、2021年4月 - 、毎週木曜24:25 - 24:30、【再放送】毎週土曜4:55 - 5:00、【再放送】毎週日曜16:56 - 17:00）[8]
- 『ギュッ!と石川 ゆうどきLive』（北陸朝日放送、不定期出演）

配信ドラマ
- 笑ゥせぇるすまん #5「夢の一発屋 -モグリズムI-」（2025年7月25日配信予定、Amazon Prime Video） - 保科有里（本人） 役[9][10]

### 過去
テレビ
- 『あなたの歌謡リクエスト』（BSフジ、2014年10月 - 2017年3月）
- 『保科有里 夢に向かって』（BSフジ、2015年7月 - 2020年12月）[11]
- 『夢のスター歌謡祭』（BSフジ、2016年7月 - 2017年3月[12]）
- 『クイズ!脳ベルSHOW』（BSフジ、2017年4月30日・5月1日・5月4日、2018年3月13日 - 15日、2019年9月30日・10月1日、10月4日、2020年6月1日、12月16日・17日、2022年4月18日・19日、22日）[13][14][15][16][17]
- 『保科有里 歌が大好き』（BSフジ、2017年12月 - 2018年3月）[18]
- 『2時はどきどき5ch』（北陸朝日放送、第4水曜日・第4金曜日出演）
- 『週刊さんまとマツコ』（TBS、2022年5月22日・5月29日）

ラジオ
- 『辻よしなり・保科有里の歌が聴きたい』（毎週日曜17:30 - 18:00、TBSラジオ、2015年3月30日 - 2016年9月25日）
- 『保科有里 歌に恋して』（毎週日曜11:00 - 11:30、北陸放送、1993年9月19日 - 2024年3月31日）

ラウンジ
- 『ホテルパシフィック東京（品川）30階 スカイラウンジ「ブルーパシフィック」』 毎月1回13年間出演

## 書籍
- 愛人!? 困っちゃう・・・（2023年8月12日、発行：山中企画、発売：星雲社、ISBN 978-4-434-32465-9）[19]